# Sel kommune
Sel er en kommune i Gudbrandsdalen i Innlandet fylke i Norge. Den grænser i nord til Dovre og Folldal, i nordøst til Sør-Fron, i øst og syd til Nord-Fron, og i vest til Vågå. Højeste punkt er Storronden der er 2.138 moh. Kommunen havde i 2019 5.755 indbyggere. 
Sel (udtales Sell, med kort e), navnet kommer fra gammelnorsk Sil som betyder stilleløbende vand i en elv eller bæk.

## Areal og befolkning
De fleste af kommunens indbyggere bor i Otta, byen Sel, Høvringen, Mysusæter, Heidal, Nedre Heidal og Sjoa. Otta er kommunecenter.

## Seværdigheder
- Kvitskriuprestein – et fænomen af jord- og stensøjler
- Jørundgard Middelaldersenter